# غار گل گل
غار گل گل مربوط به دوره ساسانیان است و در شهرستان مهران، بخش ملکشاهی، دهستان گچی، ۴۵۰ متری شمال روستای گل گل واقع شده و این اثر در تاریخ ۲۶ اسفند ۱۳۸۶ با شمارهٔ ثبت ۲۲۱۴۴ به‌عنوان یکی از آثار ملی ایران به ثبت رسیده‌است.